# Stazione di Sante Marie
La stazione di Sante Marie è una stazione ferroviaria, posta lungo la ferrovia Roma-Pescara, a servizio del comune di Sante Marie. È ubicata in località Scalo Sante Marie, tra la frazione di San Giovanni e il capoluogo comunale.

## Storia
La stazione venne inaugurata nel 1888, in occasione dell'apertura dell'intera linea.

## Strutture e impianti
Il fabbricato viaggiatori è strutturato su due livelli ed è tinteggiato di giallo ocra. Al suo interno è sita una sala d'aspetto munita di validatrice.

## Movimento
Il servizio è svolto da Trenitalia secondo il contratto di servizio stipulato con la Regione Abruzzo ed è costituito da un unico treno regionale giornaliero proveniente da Avezzano e diretto a Roma Termini.

## Servizi
- Sala d'attesa